# Nipus planatus
Nipus planatus är en skalbaggsart som beskrevs av Gordon 1970. Nipus planatus ingår i släktet Nipus och familjen nyckelpigor. Inga underarter finns listade i Catalogue of Life.